# Samara Stormbringers
I Samara Stormbringers ((RU)  Буревестники) sono una squadra di football americano di Samara, in Russia, fondata nel 2008.
La loro seconda squadra avrebbe dovuto partecipare all EESL Pervaja Liga 2020 (campionato di terzo livello, a 9 giocatori), ma si è ritirata prima dell'inizio del torneo.

## Dettaglio stagioni

### Tornei nazionali

#### Campionato

##### LAF/Campionato russo
| Stagione | regular season | regular season | regular season | regular season | regular season | regular season | playoff | playoff | playoff | playoff | playoff | playoff   | playoff    |
|          | Vin            | Par            | Per            | Tot            | PF             | PS             | Vin     | Per     | Tot     | PF      | PS      | risultato | avversaria |
| -------- | -------------- | -------------- | -------------- | -------------- | -------------- | -------------- | ------- | ------- | ------- | ------- | ------- | --------- | ---------- |
| 2014     | 3              | 0              | 3              | 6              | 114            | 140            | -       | -       | -       | -       | -       | -         | -          |
| 2016     | 1              | 0              | 3              | 4              | 70             | 83             | -       | -       | -       | -       | -       | -         | -          |
| 2017     | 2              | 0              | 2              | 4              | 71             | 68             | -       | -       | -       | -       | -       | -         | -          |
| 2019     | 1              | 0              | 2              | 3              | 71             | 55             | -       | -       | -       | -       | -       | -         | -          |
| Totale   | 7              | 0              | 10             | 17             | 326            | 346            | -       | -       | -       | -       | -       |           |            |

Fonti: Enciclopedia del Football - A cura di Roberto Mezzetti

##### EESL Pervaja Liga
| Stagione | regular season | regular season | regular season | regular season | regular season | regular season | playoff | playoff | playoff | playoff | playoff | playoff   | playoff       |
|          | Vin            | Par            | Per            | Tot            | PF             | PS             | Vin     | Per     | Tot     | PF      | PS      | risultato | avversaria    |
| -------- | -------------- | -------------- | -------------- | -------------- | -------------- | -------------- | ------- | ------- | ------- | ------- | ------- | --------- | ------------- |
| 2021     | 3              | 0              | 1              | 4              | 136            | 22             | 2       | 0       | 2       | 39      | 25      | Campioni  | Moscow United |
| Totale   | 3              | 0              | 1              | 4              | 136            | 22             | 2       | 0       | 2       | 39      | 25      |           |               |

Fonti: Enciclopedia del Football - A cura di Roberto Mezzetti

##### EESL Vtoraja Liga
| Stagione | regular season | regular season | regular season | regular season | regular season | regular season | playoff | playoff | playoff | playoff | playoff | playoff   | playoff          |
|          | Vin            | Par            | Per            | Tot            | PF             | PS             | Vin     | Per     | Tot     | PF      | PS      | risultato | avversaria       |
| -------- | -------------- | -------------- | -------------- | -------------- | -------------- | -------------- | ------- | ------- | ------- | ------- | ------- | --------- | ---------------- |
| 2021     | 1              | 0              | 3              | 4              | 108            | 174            | -       | -       | -       | -       | -       | -         | -                |
| 2022     | 6              | 0              | 0              | 6              | 236            | 40             | 2       | 0       | 2       | 58      | 40      | Campioni  | Krasnodar Bisons |
| Totale   | 7              | 0              | 3              | 10             | 344            | 214            | 2       | 0       | 2       | 58      | 40      |           |                  |

Fonti: Enciclopedia del Football - A cura di Roberto Mezzetti

#### Coppa
| Stagione | regular season | regular season | regular season | regular season | regular season | regular season | playoff | playoff | playoff | playoff | playoff | playoff          | playoff                       |
|          | Vin            | Par            | Per            | Tot            | PF             | PS             | Vin     | Per     | Tot     | PF      | PS      | risultato        | avversaria                    |
| -------- | -------------- | -------------- | -------------- | -------------- | -------------- | -------------- | ------- | ------- | ------- | ------- | ------- | ---------------- | ----------------------------- |
| 2015     | -              | -              | -              | -              | -              | -              | 0       | 1       | 1       | 3       | 22      | Quarti di finale | Astrakhan Gladiators          |
| 2020     | 3              | 0              | 1              | 4              | 69             | 41             | 1       | 1       | 2       | 42      | 31      | Terzo posto      | Podolsk Vityaz                |
| 2021     | -              | -              | -              | -              | -              | -              | 0       | 1       | 1       | 0       | 47      | Quarti di finale | Sankt Petersburg North Legion |
| Totale   | 3              | 0              | 1              | 4              | 69             | 41             | 1       | 3       | 4       | 45      | 100     |                  |                               |

Fonti: Enciclopedia del Football - A cura di Roberto Mezzetti

### Tornei internazionali

#### Eastern League of American Football
| Stagione | regular season | regular season | regular season | regular season | regular season | regular season | playoff | playoff | playoff | playoff | playoff | playoff    | playoff       |
|          | Vin            | Par            | Per            | Tot            | PF             | PS             | Vin     | Per     | Tot     | PF      | PS      | risultato  | avversaria    |
| -------- | -------------- | -------------- | -------------- | -------------- | -------------- | -------------- | ------- | ------- | ------- | ------- | ------- | ---------- | ------------- |
| 2012     | 1              | 0              | 3              | 4              | 22             | 88             | 1       | 1       | 2       | 27      | 30      | Semifinale | Moscow Bruins |
| Totale   | 1              | 0              | 3              | 4              | 22             | 88             | 1       | 1       | 2       | 27      | 30      |            |               |

Fonti: Enciclopedia del Football - A cura di Roberto Mezzetti

### Tornei locali

#### Campionato di football americano del Circondario federale del Volga
| Stagione | regular season | regular season | regular season | regular season | regular season | regular season | playoff | playoff | playoff | playoff | playoff | playoff   | playoff    |
|          | Vin            | Par            | Per            | Tot            | PF             | PS             | Vin     | Per     | Tot     | PF      | PS      | risultato | avversaria |
| -------- | -------------- | -------------- | -------------- | -------------- | -------------- | -------------- | ------- | ------- | ------- | ------- | ------- | --------- | ---------- |
| 2018     | 3              | 0              | 0              | 3              | 47             | 21             | -       | -       | -       | -       | -       | Campioni  | -          |
| Totale   | 3              | 0              | 0              | 3              | 47             | 21             | -       | -       | -       | -       | -       |           |            |

Fonti: Enciclopedia del Football - A cura di Roberto Mezzetti

### Riepilogo fasi finali disputate
| Anno              | Luogo      | Evento                            | Fase del torneo      | Incontro                                             | Risultato |
| 8 settembre 2012  |            | ELAF                              | Semifinale           | Moscow Bruins - Samara Stormbringers                 | 30 - 6    |
| 26 settembre 2015 | Samara     | Coppa di Russia                   | Quarti di finale     | Samara Stormbringers - Astrakhan Gladiators          | 3 - 22    |
| 25 ottobre 2020   | Ščedrino   | EESL Vysšaja Liga/Coppa di Russia | Finale 3º - 4º posto | Podolsk Vityaz - Samara Stormbringers                | 6 - 28    |
| 5 settembre 2021  | Zelenograd | Pervaja Liga                      | Finale               | Moscow United - Samara Stormbringers                 | 13 - 26   |
| 12 settembre 2021 | Samara     | Coppa di Russia                   | Quarti di finale     | Samara Stormbringers - Sankt Petersburg North Legion | 0 - 47    |
| 7 agosto 2022     | Samara     | Vtoraja Liga                      | Finale               | Samara Stormbringers - Krasnodar Bisons              | 22 - 16   |

## Palmarès
- 1 Campionato di secondo livello (2021)
- 1 Campionato di terzo livello (2022)
- 1 Campionato del Circondario federale del Volga (2018)